# Bai Horixe
Bai Horixe (1985-1988) fue un curso de aprendizaje de euskera para adultos compuesto por 30 capítulos realizado y producido por la Organización para la Alfabetización y la Reeuskaldunización de Adultos (en euskara HABE). También tuvo su manual de ejercicios.
Fue proyectado en la gran pantalla en ETB y aún lo siguen dando a día de hoy en televisiones locales vascas.
Muchos actores noveles de la época, hoy en día ya consagrados y reconocidos, fueron los que tomaron parte en su filmación, bien fuera como extras o bien como actores principales y secundarios.
Además de actores y actrices existían cameos de personajes célebres relacionados con el País Vasco. Los había relacionados con la música (Mikel Laboa, Imanol, Kaxiano, ...), el deporte (López Ufarte, Iñaki Perurena, Essie Hollis, Javier Clemente, Pello Ruiz Cabestany, María Luisa Irízar, John Toshack, ...), la literatura (Arantxa Urretabizkaia, Daniel Landart, ...), la gastronomía (Juan Mari Arzak, Karlos Arguiñano, ...) el cine y el teatro (Patxi Biskert, Néstor Basterretxea ...), la radio y la televisión (Elene Lizarralde, Mariano Ferrer, ...), la moda (Santiago Auzmendi) e incluso la filología (Patxi Altuna).

## Lista de actores y actrices
- Ramon Agirre
- Xabier Agirre
- Anabel Alonso como Ana Isabel Alonso
- Agustín Arrazola
- Maribi Arrieta
- Klara Badiola
- Olatz Beobide
- Marta Karlos
- Jon Ezkurdia
- Isidoro Fernandez
- Cecilia Galarraga
- Mikel Garmendia
- Aizpea Goenaga
- Elena Irureta
- Patxi Lasa
- Elena Leza
- Aitor Mazo
- Ana Miranda
- Juan Luis Mendiaraz
- Kontxu Odriozola
- Eneko Olasagasti
- Pilar Rodriguez
- Enrike Salaberria
- Patxi Santamaria
- Jose Ramon Soroiz
- Reyes Telletxea
- Joseba Urzelai
- Lourdes Yarza
- Karlos Zabala

... entre muchos otros actores y actrices.
- Datos: Q12254672